# In Bloom
『In Bloom』（イン ブルーム）は、声優の白石涼子が出した1枚目のフルアルバムである。2006年7月26日にキングレコードから発売された。品番はKIZC-5〜6。

## 解説
初回製造分には、購入者対象夏イベント『聞かなきゃ☆そん♪Song! "R" ive 2nd』応募抽選券が封入されていた。

## 収録曲
1. まっさらな未来 [3:44]
作詞:及川眠子、作曲:小柳"cherry"昌法、編曲:伊藤心太郎
2. グッドモーニング・エブリバディ [4:12]
作詞:只野菜摘、作曲:小柳"cherry"昌法、 編曲:川添智久
3. ラヴ Diamond [4:08]
作詞:及川眠子、作曲:平川達也 編曲:伊藤心太郎
4. 月夜に雨は降りますか [4:07]
作詞:岩里祐穂、作曲・編曲:YUPA
5. Traveler [3:39]
作詞:有森聡美、作曲:小柳"cherry"昌法、編曲:伊藤心太郎
6. 夏の夕暮れと涙の誓い [4:43]
作詞:有森聡美、作曲:平川達也、編曲:伊藤心太郎
7. 太陽のかけら [4:03]
作詞：及川眠子 作曲：平川達也 編曲：伊藤心太郎
  - テレビアニメ『ひまわりっ!』オープニング主題歌
8. 素直…したい [4:40]
作詞:牧穂エミ、作曲・編曲:川添智久
9. Vanilla 〜バニラ〜 [4:07]
作詞:くまのきよみ、作曲・編曲:大川茂伸
10. ゆらゆらと満月 [5:10]
作詞:及川眠子、作曲・編曲:牧野信博
11. 藍いまぼろし [4:51]
作詞：只野菜摘、作曲：平川達也、編曲：川添智久